# Reindustrializacja
Reindustrializacja – stopniowe przechodzenie w strukturze gałęziowej przemysłu od gałęzi kapitałochłonnych (tzn. o dużym zapotrzebowaniu na surowce, energię i siłę roboczą) do gałęzi „intelektualnie intensywnych”, wymagających dużego zaangażowania nauki i wysoko wykwalifikowanej kadry pracowników.